# Ayoub Oufkir
Pour les articles homonymes, voir Oufkir.
Ayoub Oufkir, né le 4 janvier 2006 à Rotterdam, est un footballeur néerlandais qui joue au poste d'ailier droit au Sparta Rotterdam.

## Biographie

### Carrière en club
Né à Rotterdam aux Pays-Bas, il commence le football au club amateur De Betrokken Spartaan. Ayoub Oufkir est ensuite formé par le Sparta Rotterdam, où il commence sa carrière professionnelle avec l'équipe reserve en championnat des Pays-Bas de troisième division,.
Il joue son premier match avec l'équipe première du club le 17 août 2024 chez le FC Twente en championnat des Pays-Bas. Entré en jeu, il est déjà l'auteur d'une passe décisive sur le but qui permet d'accrocher un score 1-1,.

### Carrière en sélection
En juin 2025, Oufkir est convoqué avec l'équipe des Pays-Bas des moins de 19 ans pour participer au Championnat d'Europe des moins de 19 ans qui a lieu en Roumanie.
Les Pays-Bas remportent la demi-finale contre la Roumanie, sur le score de 3-1. En finale, il bat l'Espagne sur le score d'un but à zéro.

## Palmarès
Pays-Bas -19 ans
- Championnat d'Europe
  - Vainqueur en 2025